# له (شهر)
لِه (به تبتی: གླེ་، به هندی: लेह) شهری است در منطقه لداخ در ایالت جامو و کشمیر هندوستان.
این شهر در قدیم پایتخت پادشاهی لداخ بود و هنوز هم ویرانه‌های کاخ له، که نشیمنگاه خاندان شاهی لداخ بود از اماکن مهم آن به‌شمار می‌رود.
ارتفاع له از سطح دریا ۳۵۲۴ متر است و بزرگراه ملی ۱ دی (1D) این شهر را به سرینگر در جنوب غرب و منالی در جنوب متصل می‌کند.

## پیشینه
له در زمانی که سنگه نامگیال (۱۵۷۰–۱۶۴۲)، شاه بوداگرای لداخی، پس از راندن بلتی‌های مسلمان از لداخ، کاخ خود را در این محل ساخت اهمیت پیدا کرد. له با گذشت زمان به ایستگاه مهمی در مسیرهای کاروانی هند و کشمیر به تبت، یارکند و کاشغر در آن سوی هیمالیا و قره‌قوروم تبدیل شد.
در سده هفدهم میلادی دالایی‌لامای تبت قصد تصرف لداخ را کرد و شاه لداخ برای جلوگیری از این امر از گورکانیان هند کمک خواست. در پی این اقدام، لداخ یکی از ولایت‌های تابعه پادشاهی اورنگ‌زیب گورکانی شد. اورنگ‌زیب نیز در پیمان‌نامه‌ای که با شاه لداخ امضا کرد خواستار ساخت مسجدی در له شد.
پیرامون سال ۱۸۳۰ و با فروپاشی پادشاهی گورکانی، لداخ مورد هجوم سپاهیان مهاراجه کشمیر قرار گرفت و این سپاهیان خاندان شاهی لداخ را مجبور به ترک له و اقامت در شهری به نام استوک کردند. لداخ از سال ۱۸۴۷ بخشی از کشمیر شد و هند و پاکستان از زمان استقلال در سال ۱۹۴۷ بر سر کشمیر به ستیز پرداختند. لداخ در مقطعی به الحاق به پاکستان نزدیک شد اما از آن زمان هم‌چنان در اختیار هند قرار داشته‌است و ارتشیان هندی هم‌چنان در این شهر حضور چشمگیری دارند.
جنگ چین و هند و در پی آن بسته شدن مرز تبت باعث توقف بازرگانی لداخ با تبت شد. از سال ۱۹۷۵ درهای له به روی گردشگران خارجی باز شد و بر شمار مهمانخانه‌ها و غذاخوری‌های شهر افزوده شد که این خود باعث بهبود اقتصادی و افزایش جمعیت شهر شده‌است.

## نگارخانه

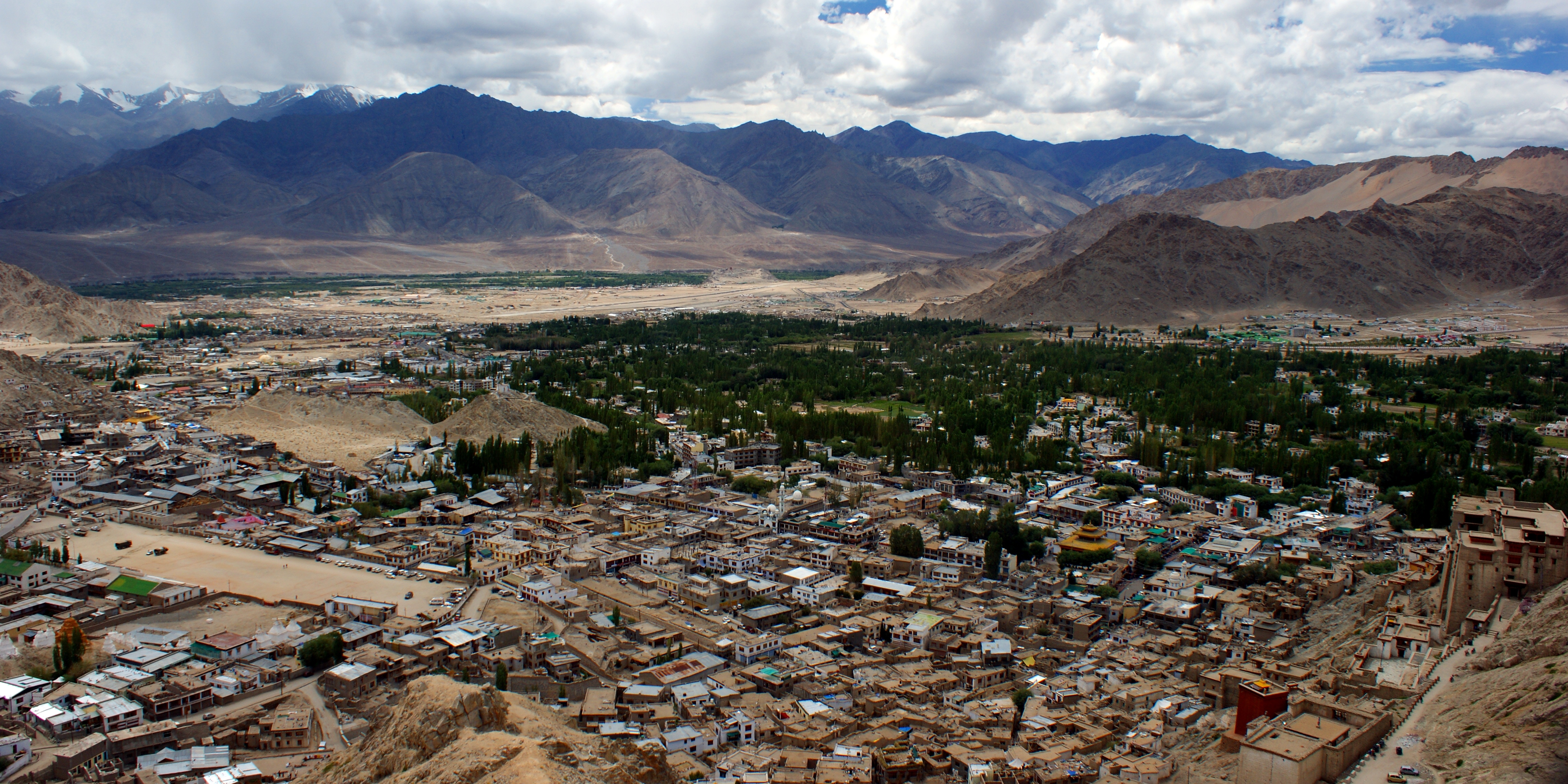
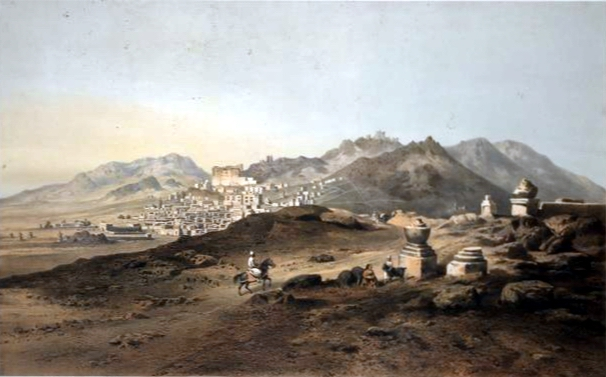
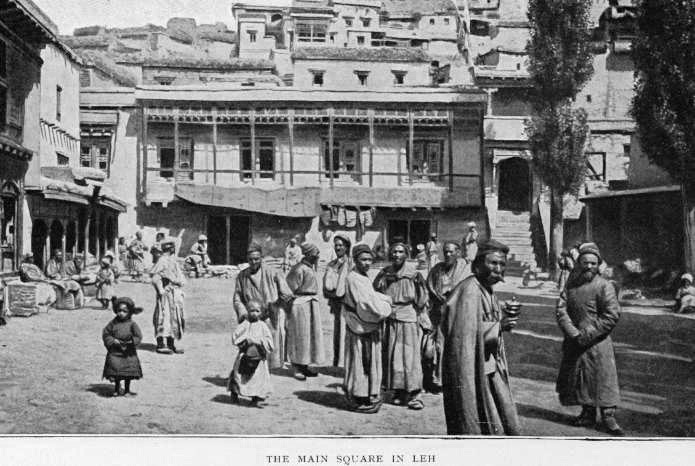
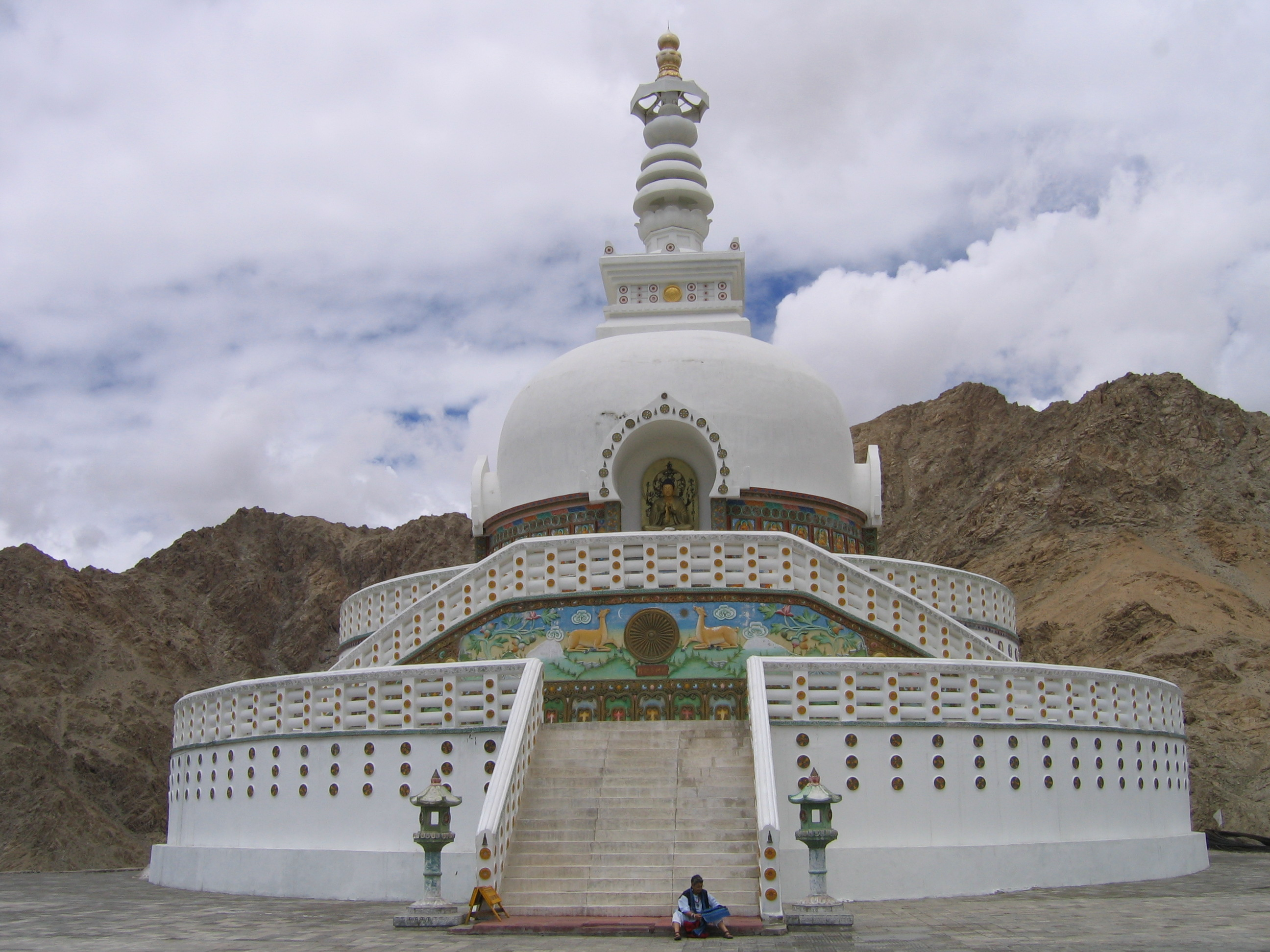
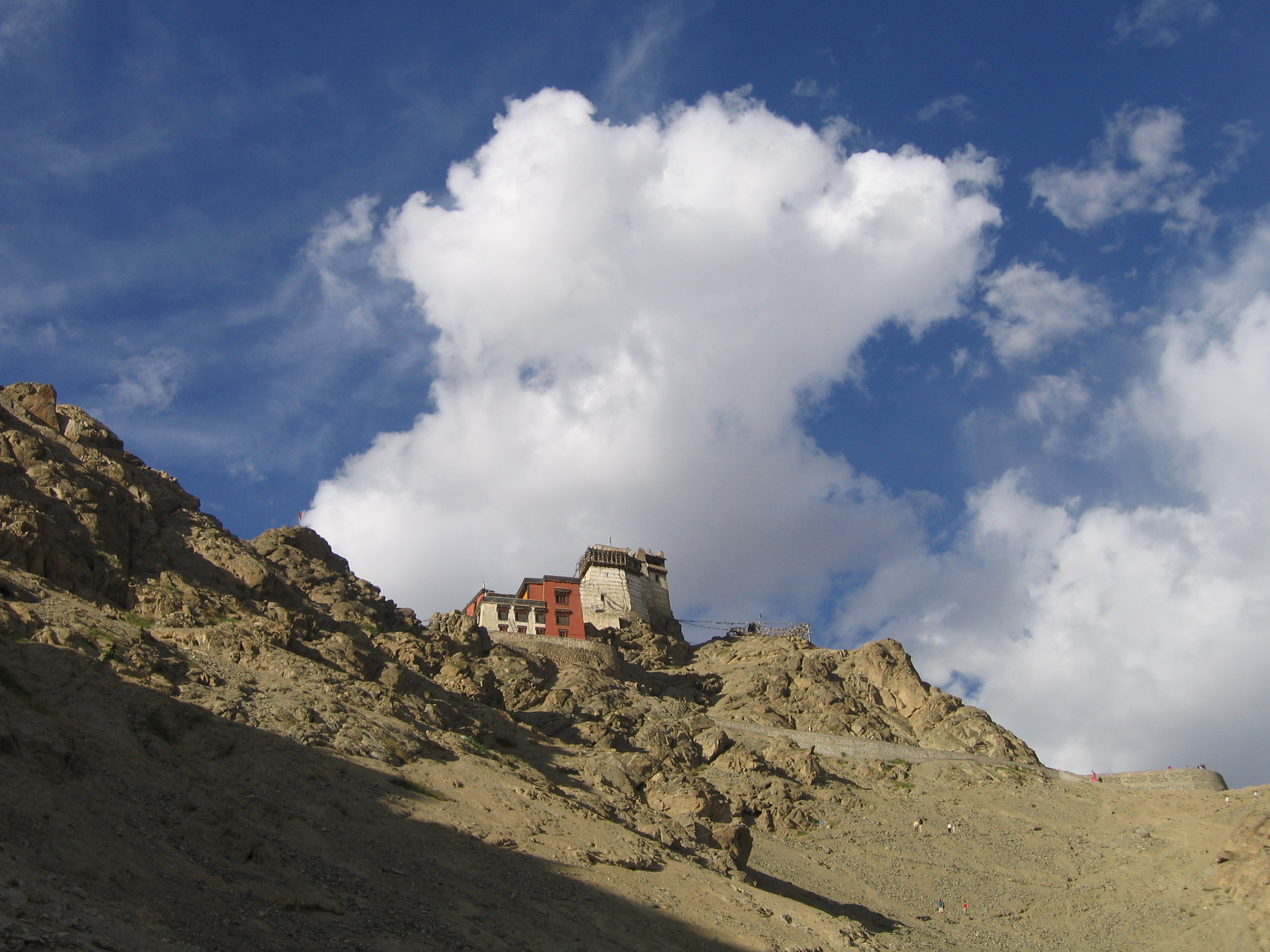
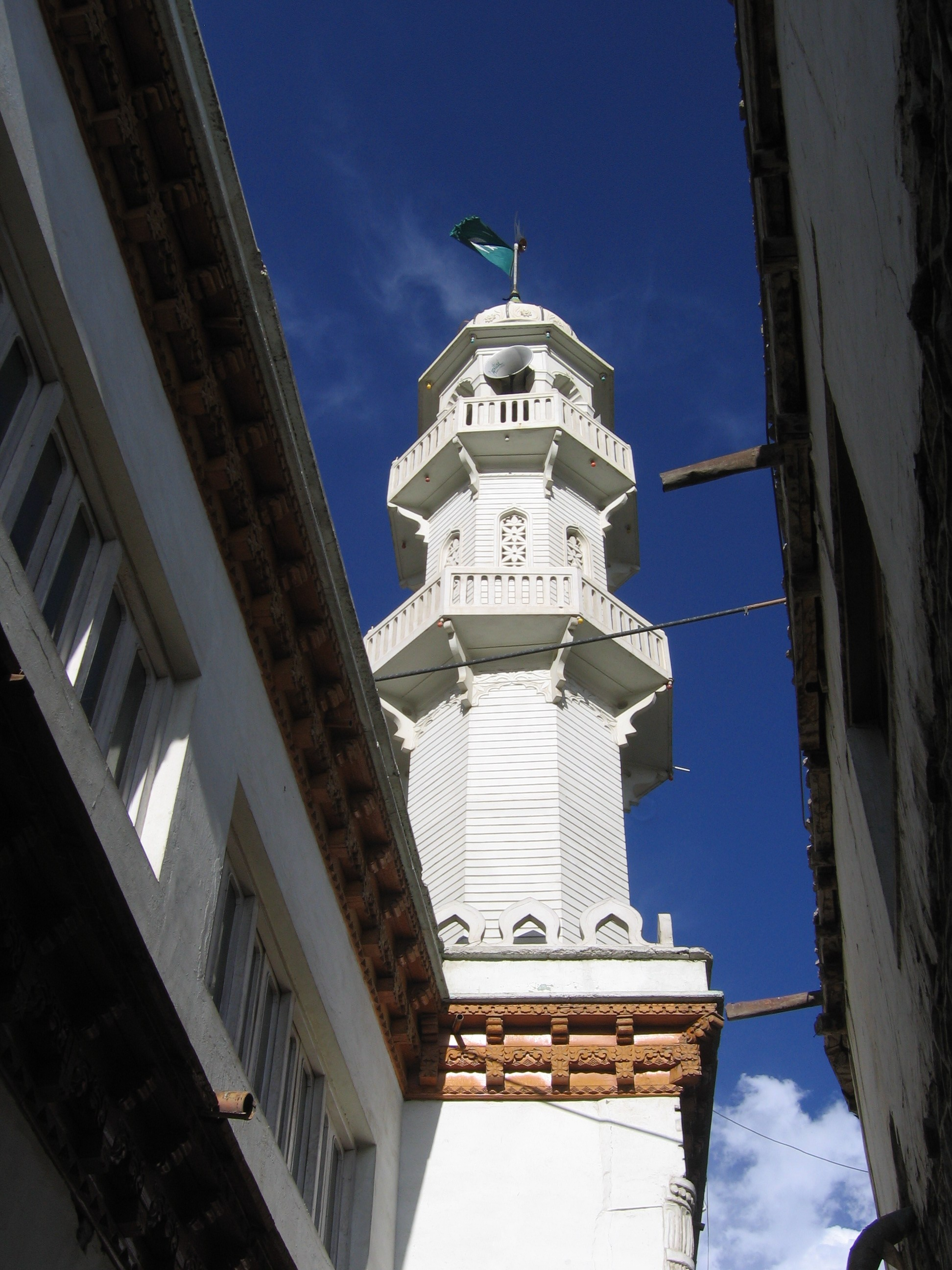
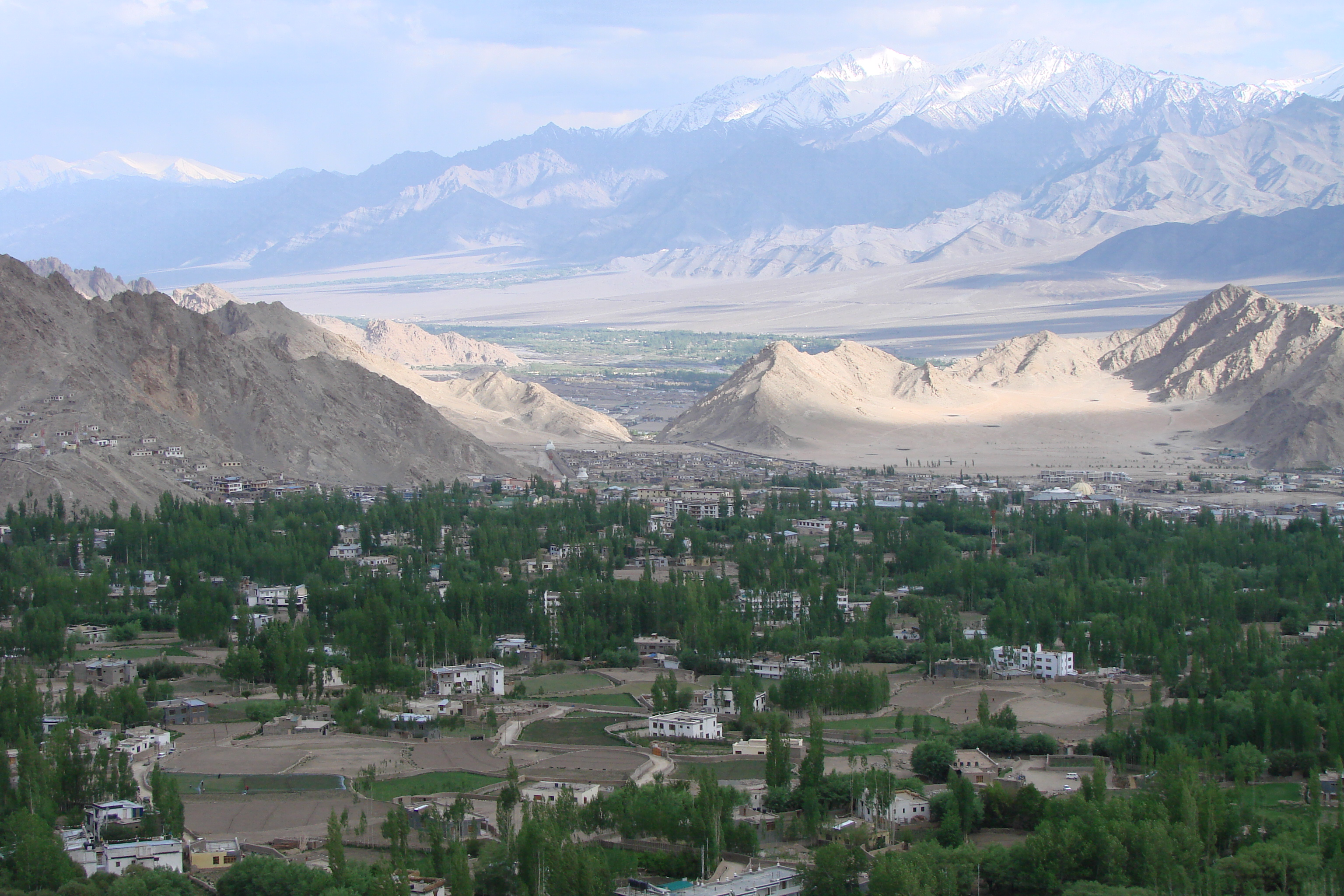
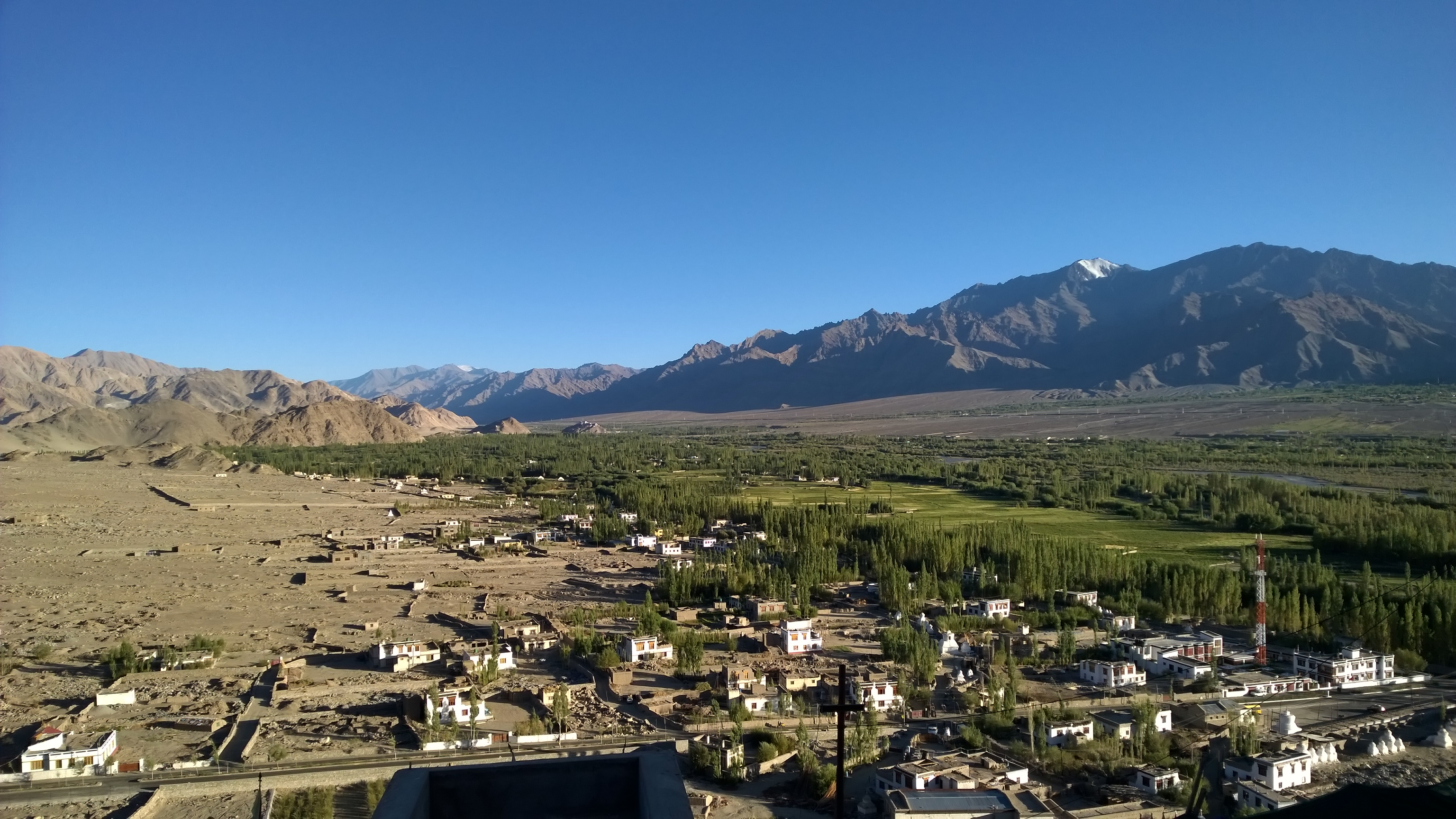
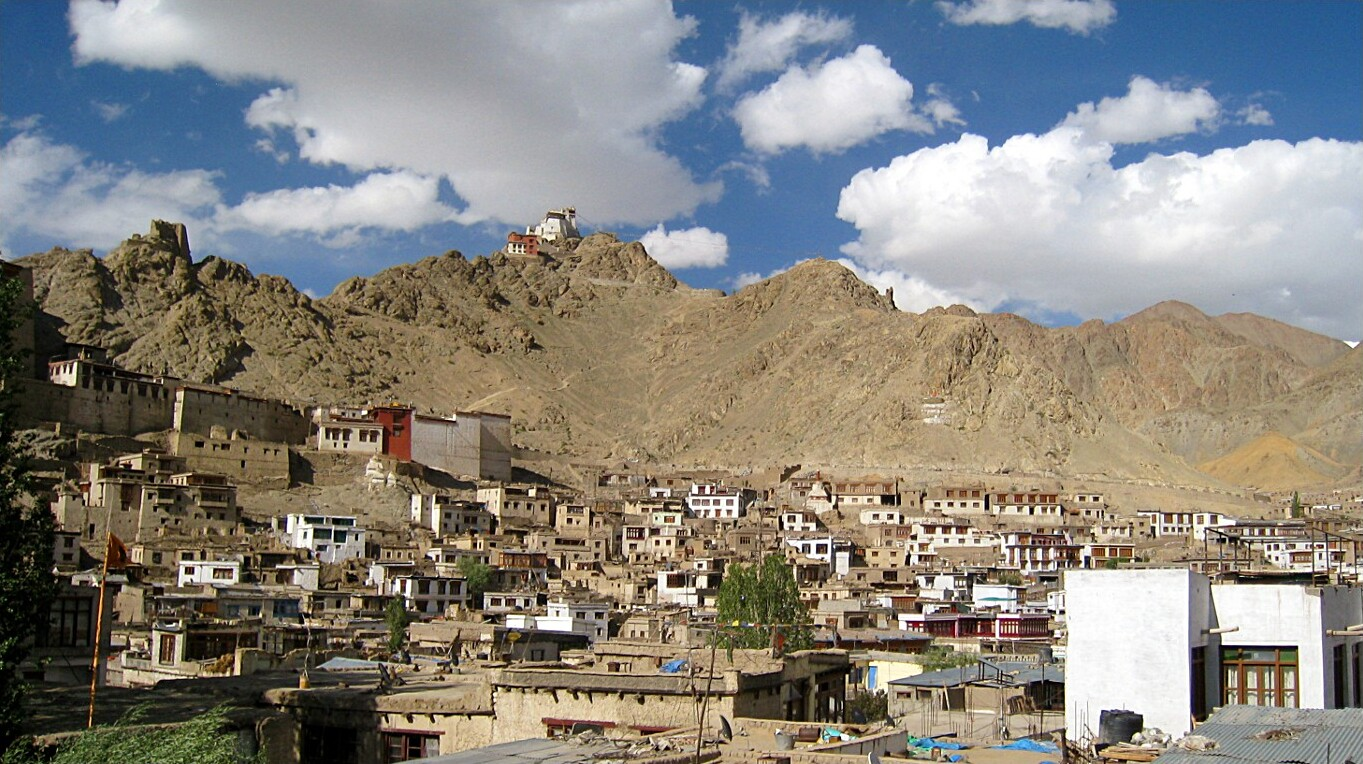
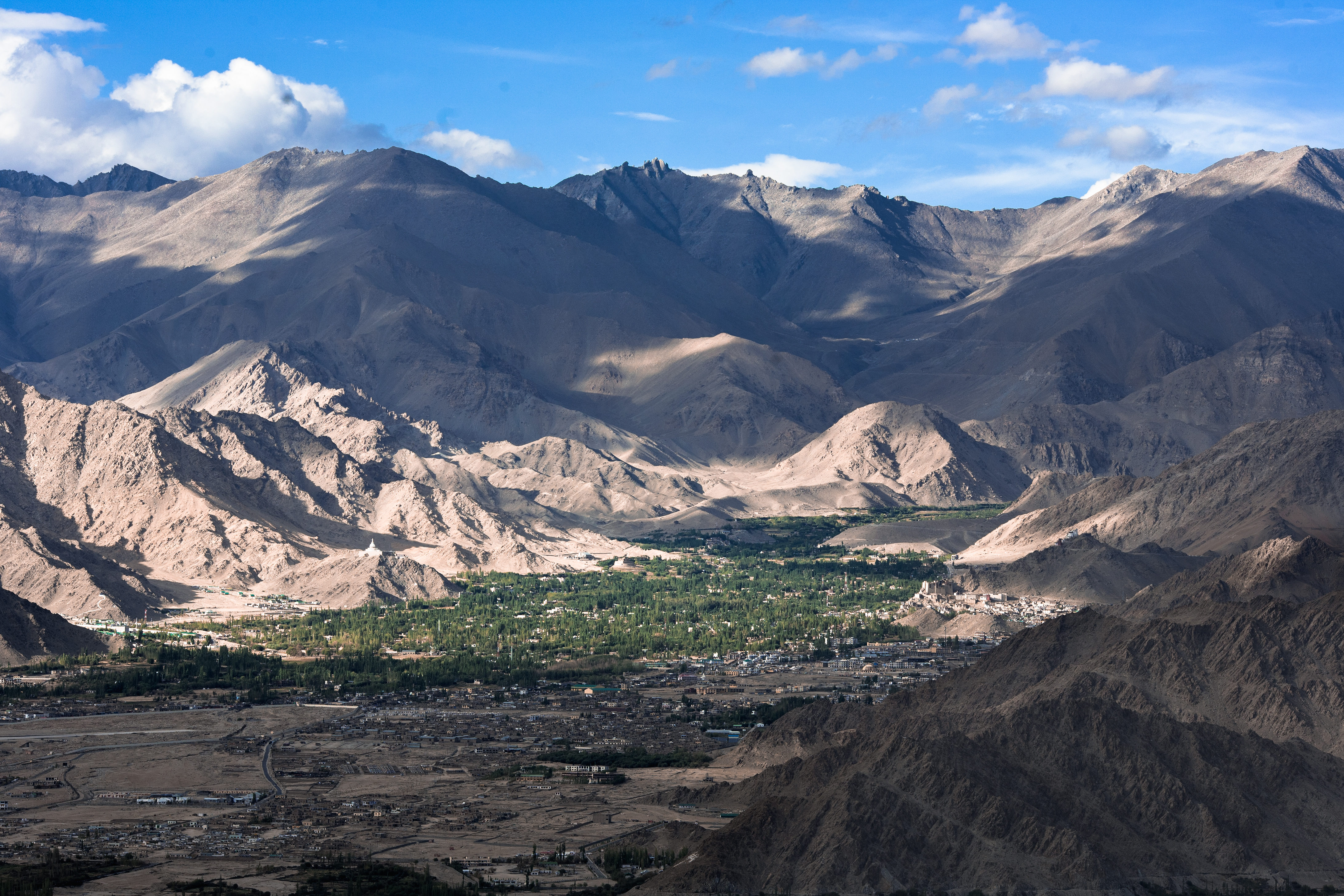
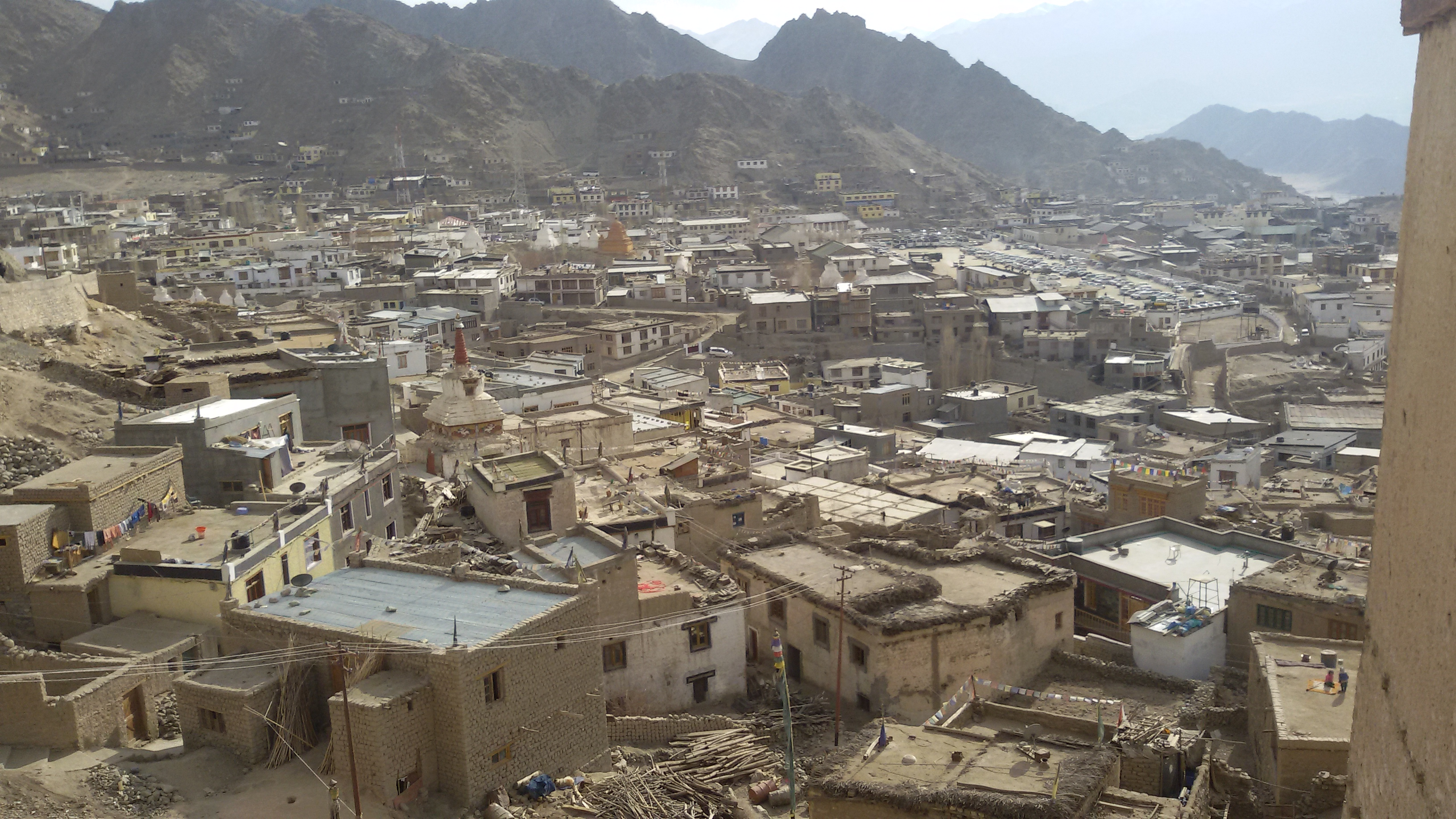
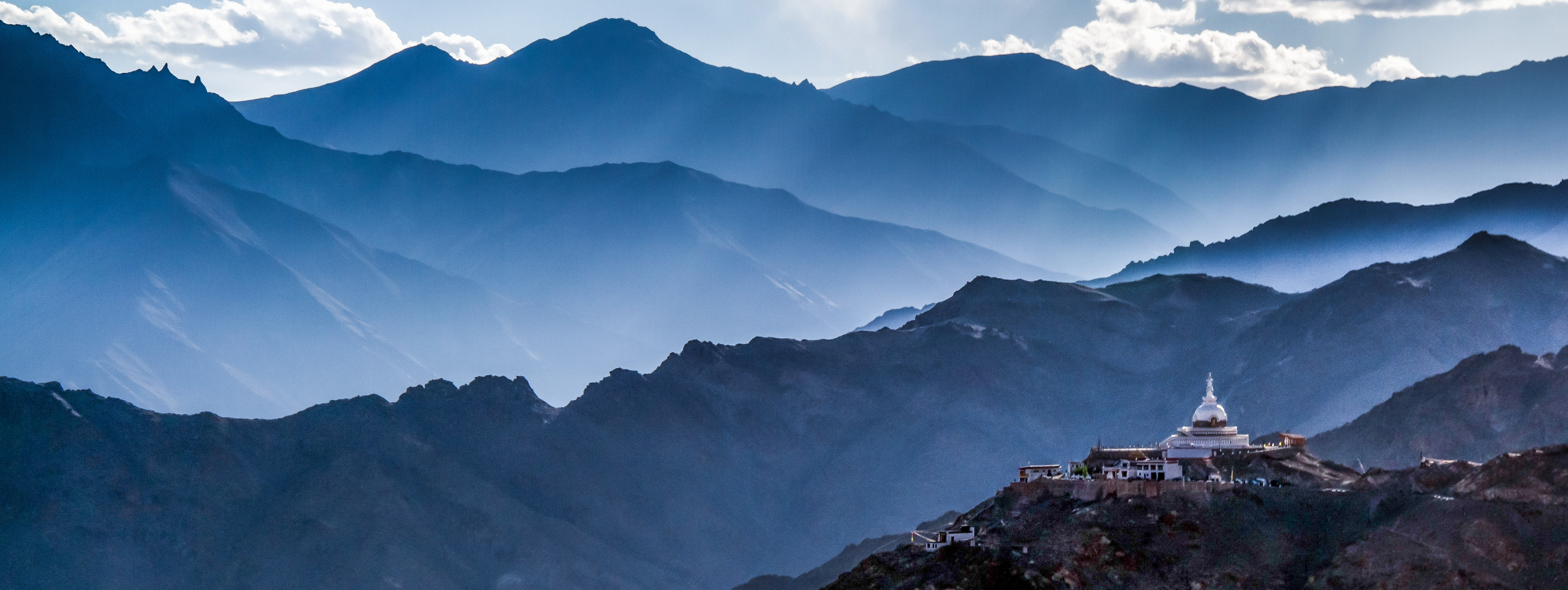
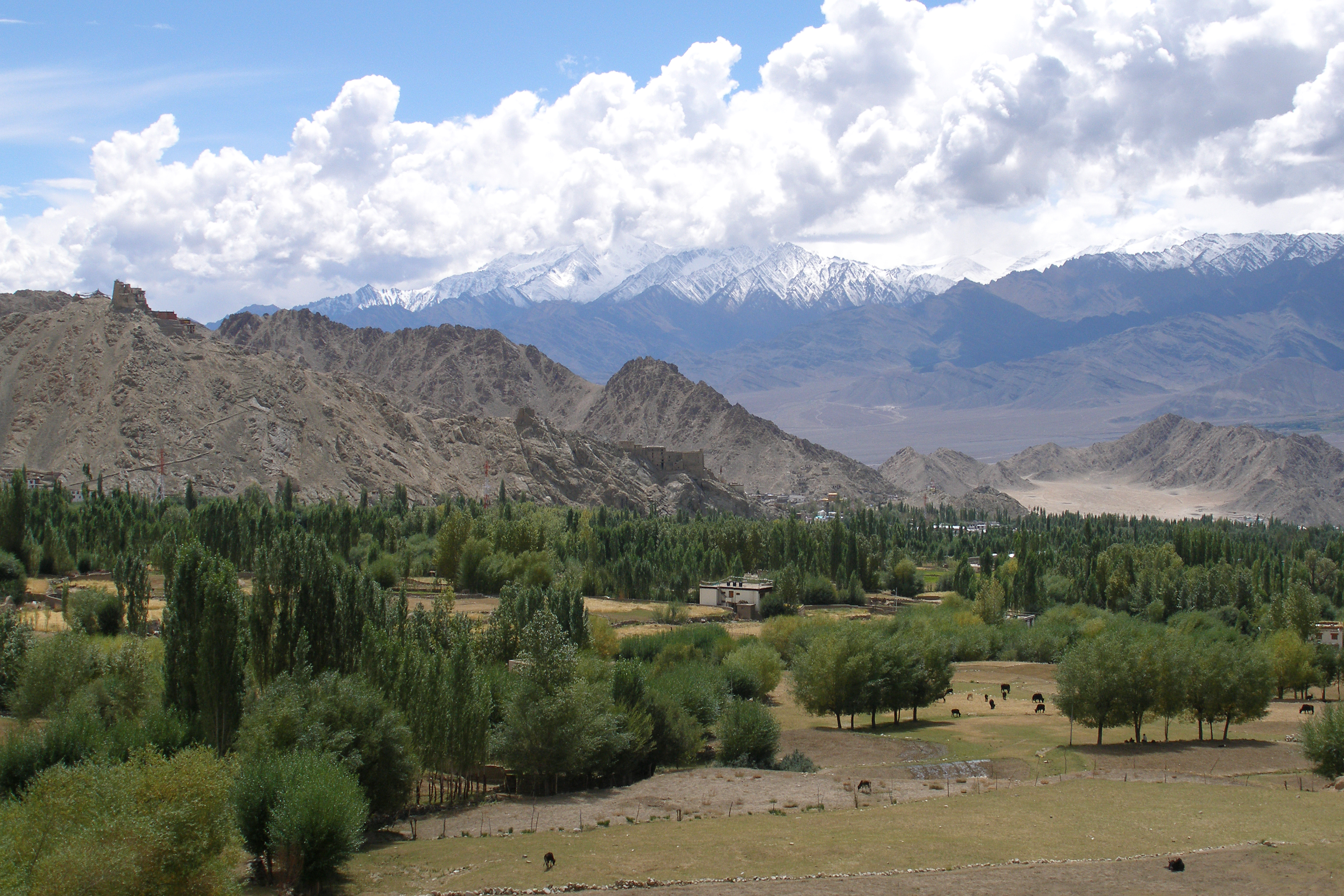
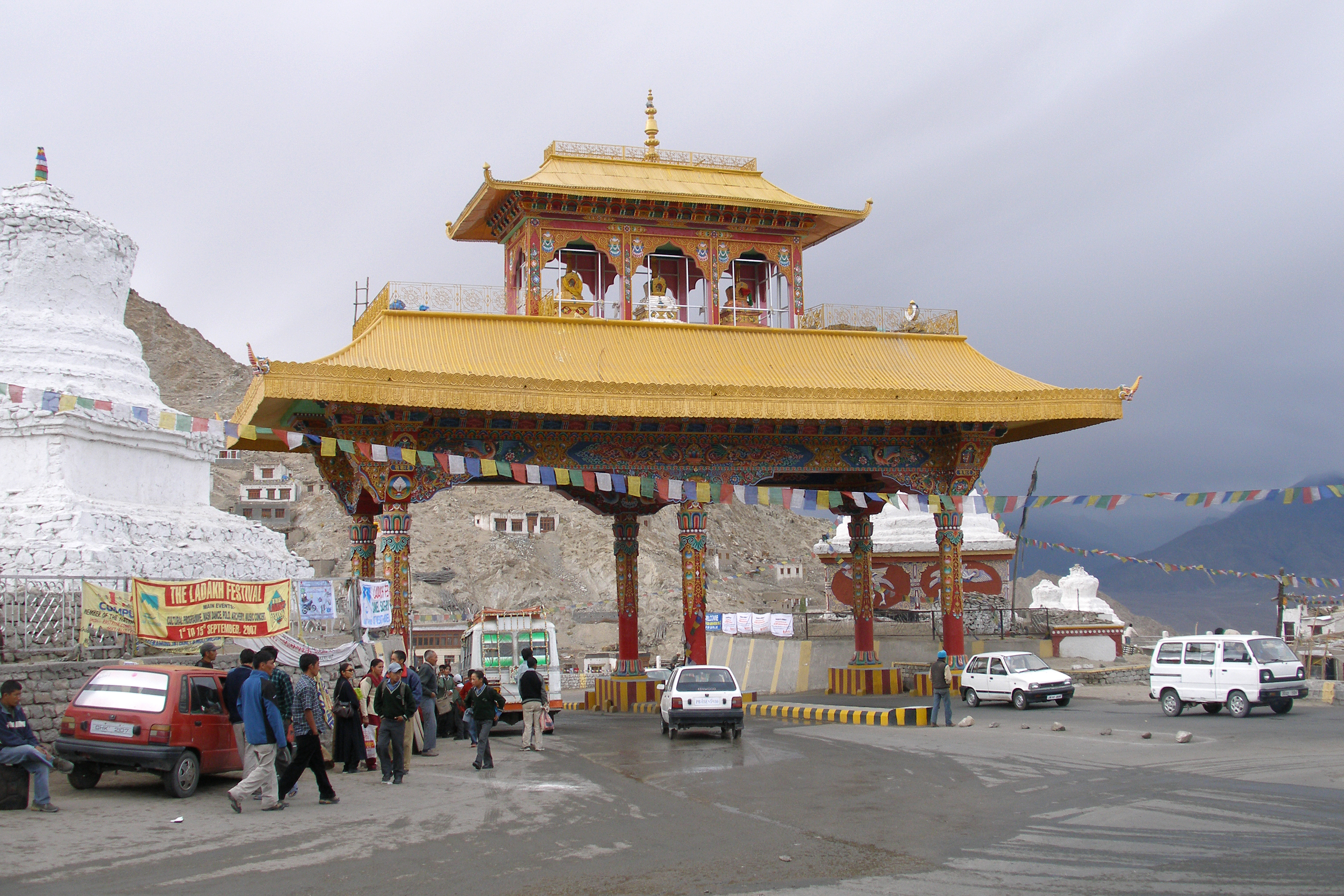
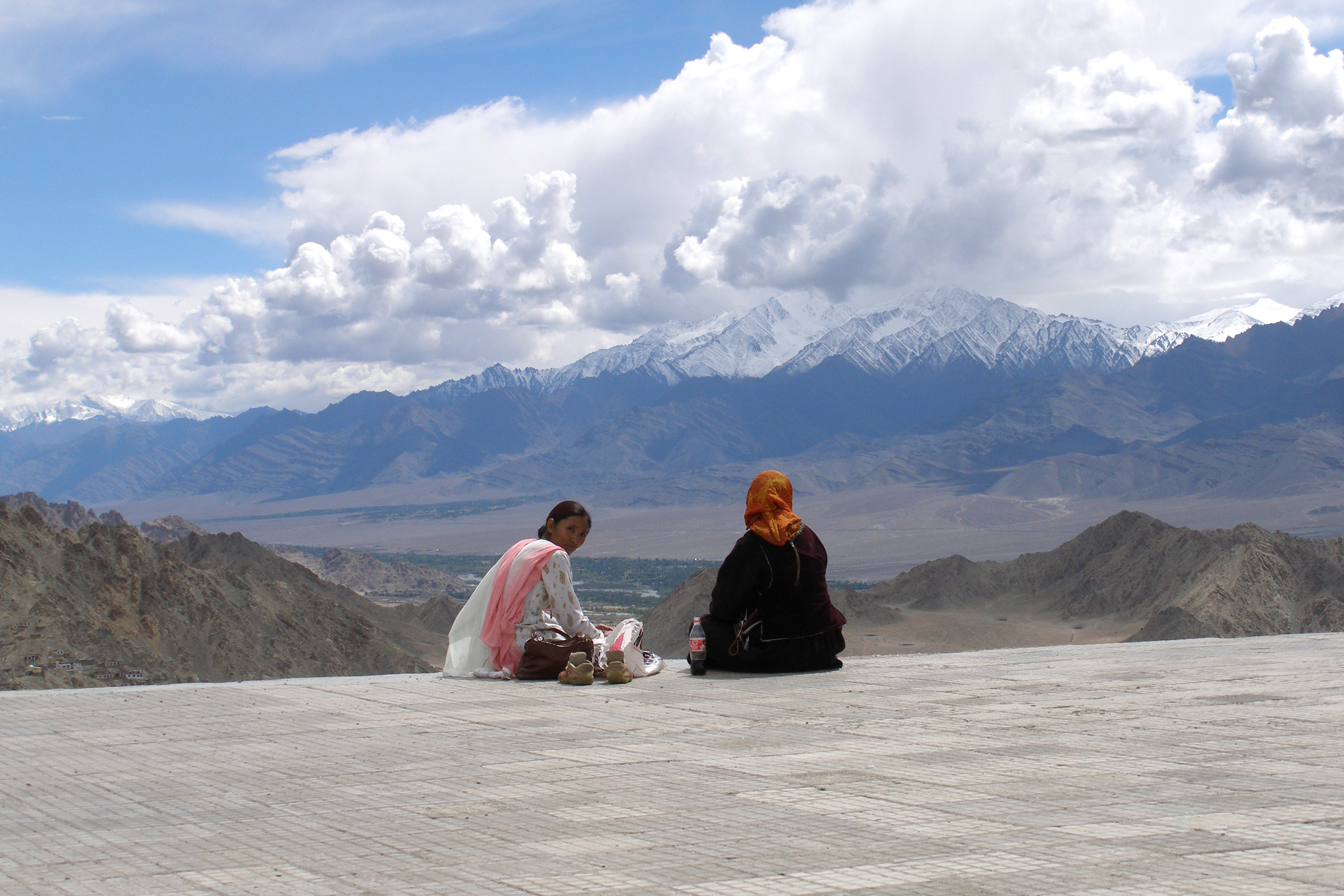
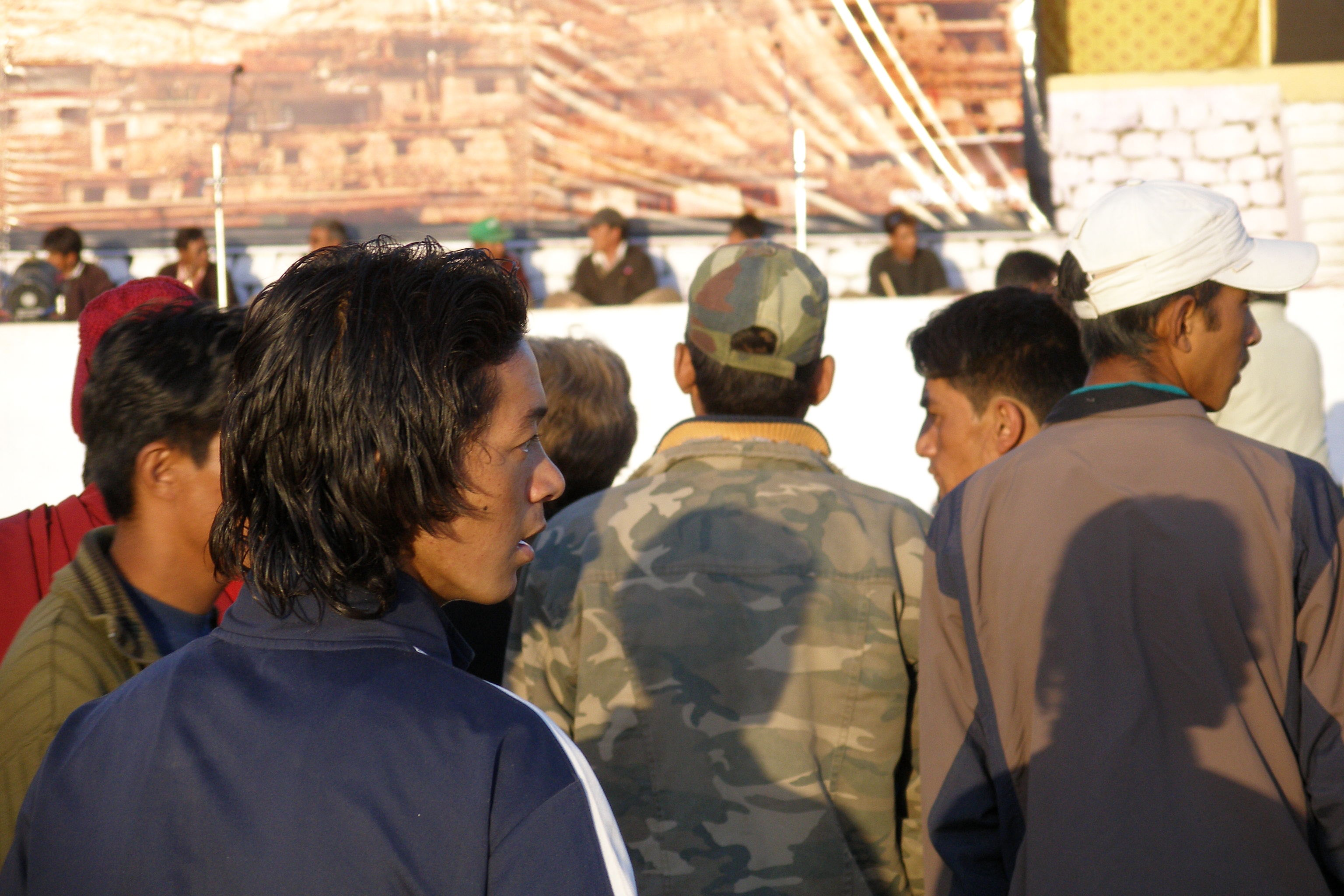